# Tricyphona subaptera
Tricyphona (Pentacyphona) subaptera là một loài ruồi trong họ Pediciidae. Chúng phân bố ở vùng sinh thái Nearctic.